# Färöische Fußballmeisterschaft der Frauen 2014
Die Färöische Fußballmeisterschaft der Frauen 2014 wurde in der 1. Deild genannten ersten färöischen Liga ausgetragen und war insgesamt die 30. Saison. Sie startete am 23. März 2014 und endete am 18. Oktober 2014.
ÍF/Víkingur war durch die Fusion von ÍF Fuglafjørður und Víkingur Gøta der 28. Teilnehmer der höchsten Spielklasse. Meister wurde Titelverteidiger KÍ Klaksvík, die den Titel somit zum 15. Mal in Folge und zum 16. Mal insgesamt erringen konnten.
Im Vergleich zur Vorsaison verschlechterte sich die Torquote auf 4,55 pro Spiel, was den niedrigsten Schnitt seit 2011 bedeutete. Die höchsten Siege erzielten mit einem 10:0 KÍ Klaksvík im Auswärtsspiel gegen AB Argir am 16. Spieltag sowie EB/Streymur/Skála im Heimspiel gegen B36 Tórshavn am 17. Spieltag, welche zugleich die torreichsten Spiele darstellten.

## Modus
Durch die Reduzierung auf sechs Mannschaften in der 1. Deild  spielt jedes Team nun an 20 Spieltagen jeweils vier Mal gegen jedes andere. Die punktbeste Mannschaft zu Saisonende steht als Meister dieser Liga fest.

## Saisonverlauf
KÍ Klaksvík startete mit drei Siegen in die Saison und stand ab dem zweiten Spieltag an der Tabellenspitze. Gegen den stärksten Verfolger EB/Streymur/Skála spielte die Mannschaft auswärts 0:0, der Gegner hatte jedoch bereits am zweiten Spieltag mit einer 0:1-Auswärtsniederlage gegen B36 Tórshavn die ersten Punkte eingebüßt. Bis auf den siebten Spieltag, an dem KÍ nicht über ein 2:2 im Heimspiel gegen ÍF/Víkingur hinauskam, wurden alle weiteren Spiele gewonnen, so dass nach dem 17. Spieltag und einem 7:2-Erfolg im Heimspiel gegen ÍF/Víkingur die Meisterschaft feststand. Erst am vorletzten Spieltag wurde durch ein 0:5 im Auswärtsspiel gegen EB/Streymur/Skála die erste Niederlage kassiert.

## Tabelle
| Pl. | Verein             | Sp. | S  | U | N  | Tore    | Diff. | Punkte |
| --- | ------------------ | --- | -- | - | -- | ------- | ----- | ------ |
| 1.  | KÍ Klaksvík (M, P) | 20  | 17 | 2 | 1  | 081:200 | +61   | 53     |
| 2.  | EB/Streymur/Skála  | 20  | 13 | 4 | 3  | 072:170 | +55   | 43     |
| 3.  | HB Tórshavn        | 20  | 10 | 4 | 6  | 056:390 | +17   | 34     |
| 4.  | ÍF/Víkingur 1      | 20  | 6  | 3 | 11 | 028:630 | −35   | 21     |
| 5.  | B36 Tórshavn       | 20  | 5  | 2 | 13 | 019:500 | −31   | 17     |
| 6.  | AB Argir           | 20  | 1  | 1 | 18 | 017:840 | −67   | 04     |

| (N) | Aufsteiger       |
| (M) | Meister 2013     |
| (P) | Pokalsieger 2013 |

## Spiele und Ergebnisse
|                   | AB  | AB  | B36 | B36   | EBS/Skála | EBS/Skála | HB  | HB  | ÍF/Vík | ÍF/Vík | KÍ  | KÍ    |
| ----------------- | --- | --- | --- | ----- | --------- | --------- | --- | --- | ------ | ------ | --- | ----- |
| AB Argir          |     |     | 0:2 | 1:3   | 3:5       | 2:5       | 3:3 | 0:7 | 3:2    | 1:4    | 1:6 | 00:10 |
| B36 Tórshavn      | 1:0 | 5:0 |     |       | 1:0       | 0:2       | 1:1 | 0:3 | 1:2    | 1:1    | 0:2 | 1:3   |
| EB/Streymur/Skála | 6:0 | 1:0 | 6:0 | 10:00 |           |           | 7:1 | 2:1 | 2:0    | 7:1    | 0:1 | 5:0   |
| HB Tórshavn       | 2:0 | 6:0 | 5:0 | 3:0   | 1:1       | 2:2       |     |     | 7:2    | 5:0    | 1:7 | 2:7   |
| ÍF/Víkingur       | 4:2 | 3:0 | 2:1 | 2:1   | 1:1       | 0:8       | 0:3 | 0:1 |        |        | 0:6 | 0:4   |
| KÍ Klaksvík       | 3:1 | 6:0 | 3:1 | 4:0   | 0:0       | 3:2       | 2:1 | 5:1 | 2:2    | 7:2    |     |       |

## Torschützenliste
Bei gleicher Anzahl von Treffern sind die Spielerinnen nach dem Nachnamen alphabetisch geordnet.
| Platz | Spieler             | Mannschaft        | Tore |
| ----- | ------------------- | ----------------- | ---- |
| 1     | Rannvá B. Andreasen | KÍ Klaksvík       | 29   |
| 1     | Heidi Sevdal        | HB Tórshavn       | 29   |
| 3     | Íðunn Magnussen     | EB/Streymur/Skála | 14   |
| 4     | Margunn Lindholm    | EB/Streymur/Skála | 12   |
| 5     | Birna T. Johannesen | EB/Streymur/Skála | 11   |
| 6     | Fríðrún Danielsen   | EB/Streymur/Skála | 10   |
| 6     | Milja R. Simonsen   | HB Tórshavn       | 10   |
| 8     | Jensa P. Olsen      | ÍF/Víkingur       | 09   |
| 9     | Ásla Johannesen     | AB Argir          | 08   |
| 9     | Jóhanna Lervig      | ÍF/Víkingur       | 08   |

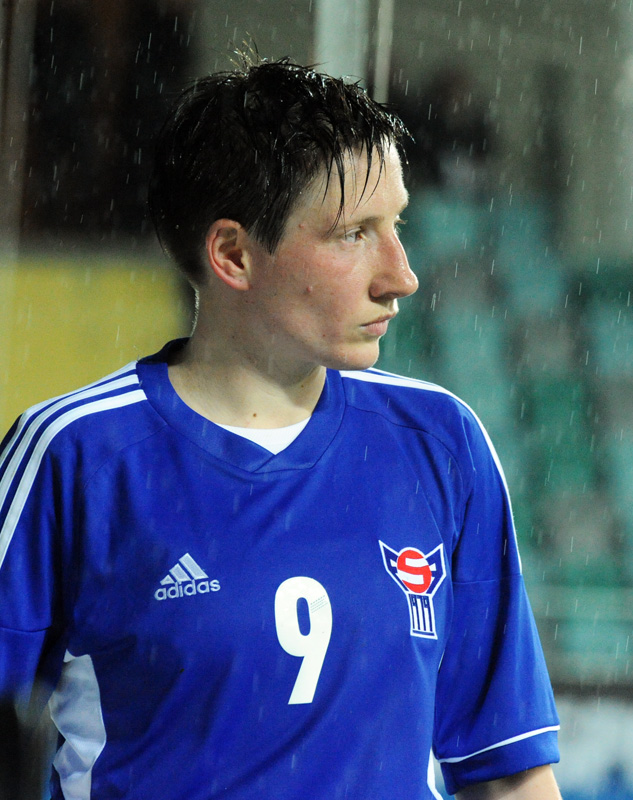
Torschützenkönigin Rannvá B. Andreasen

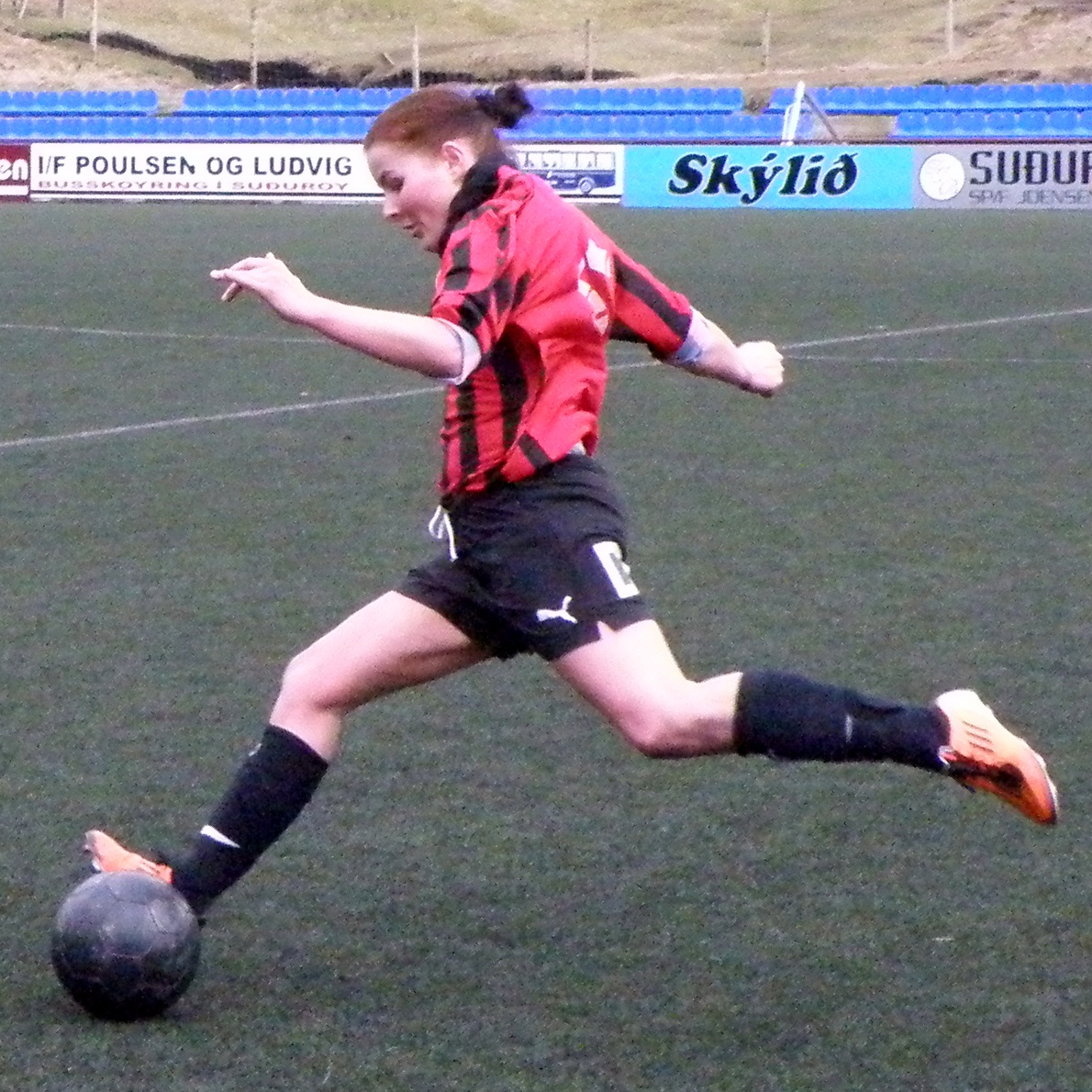
Torschützenkönigin Heidi Sevdal

Dies war nach 1997, 1998, 2002, 2003, 2004, 2006, 2008, 2009, 2010, 2011 und 2012 der zwölfte Titel für Rannvá B. Andreasen sowie nach 2013 der zweite Titel für Heidi Sevdal.

## Trainer
| Mannschaft        | Trainer             | Spieltage |
| ----------------- | ------------------- | --------- |
| AB Argir          | Lennard Petersen    | 01–20     |
| AB Argir          | Ingun Hansen        | 01–03     |
| B36 Tórshavn      | Jacob Thomsen       | 01–20     |
| EB/Streymur/Skála | Poul G. Olsen       | 01–20     |
| HB Tórshavn       | Allan Dybczak       | 01–20     |
| ÍF/Víkingur       | Durita R. Djurhuus  | 01–20     |
| KÍ Klaksvík       | Aleksandar Đorđević | 01–20     |

Während der Saison gab es keine Trainerwechsel.

## Spielstätten
In Klammern sind bei mehreren aufgeführten Stadien die Anzahl der dort ausgetragenen Spiele angegeben.
| Mannschaft        | Stadion          | Spielort     |
| ----------------- | ---------------- | ------------ |
| AB Argir          | Blue Water Arena | Argir        |
| B36 Tórshavn      | Gundadalur       | Tórshavn     |
| EB/Streymur/Skála | Undir Mýruhjalla | Skáli        |
| HB Tórshavn       | Gundadalur       | Tórshavn     |
| ÍF/Víkingur       | Sarpugerði (5)   | Norðragøta   |
| ÍF/Víkingur       | Í Fløtugerði (5) | Fuglafjørður |
| KÍ Klaksvík       | Við Djúpumýrar   | Klaksvík     |

## Schiedsrichter
Folgende Schiedsrichter leiteten die 60 ausgetragenen Erstligaspiele:
| Name                   | Stammverein       | Spiele |
| ---------------------- | ----------------- | ------ |
| Áron Sofus Vest        | KÍ Klaksvík       | 07     |
| Elsa Andreasen         | EB/Streymur       | 06     |
| Rani Andrasson Skaalum | Undrið FF         | 05     |
| Oda Andreasen          | HB Tórshavn       | 04     |
| Janus Fossdalsá        | B68 Toftir        | 04     |
| Ottar í Funningsstovu  | AB Argir          | 04     |
| Hans Eiler Hammer      | B68 Toftir        | 04     |
| Ragnar Joensen         | FF Giza/FC Hoyvík | 04     |
| Jóhann Lützen          | KÍ Klaksvík       | 02     |
| Johan Petur Michelsen  | HB Tórshavn       | 02     |
| Eyðstein Poulsen       | KÍ Klaksvík       | 02     |
| Arni Rasmussen         | Víkingur Gøta     | 02     |

Weitere 14 Schiedsrichter leiteten jeweils ein Spiel.

## Die Meistermannschaft
In Klammern sind die Anzahl der Einsätze sowie die dabei erzielten Tore genannt.
| 1. | KÍ Klaksvík |
|    | Katrina Akursmørk (20/1) \| Rannvá B. Andreasen (19/29) \| Annika M. Arge (1/0) \| Monika Biskopstø (11/0) \| Erla Christiansen (7/3) \| Olga Kristina Hansen (5/1) \| Sigrid Jacobsen (20/4) \| Lisa Joensen (2/0) \| Tina Joensen (1/0) \| Una Joensen (1/0) \| Gudny Johannesen (16/4) \| Malena Josephsen (20/7) \| Bára S. Klakstein (19/0) \| Eyðvør Klakstein (15/3) \| Evy á Lakjuni (2/1) \| Marjun á Lakjuni (1/0) \| Ása Klein Olsen (1/0) \| Hervør Olsen (6/3) \| Laila Pætursdóttir (18/7) \| Ragna B. Patawary (9/0) \| Annika Ragna Petersen (19/7) \| Sofía Purkhús (1/2) \| Sigrun Sirdal (12/0) \| Ása K. Thomsen (17/0) \| Maria K. Thomsen (18/6) \| Randi Wardum (11/0) ohne Einsatz: Jutta Mikladal \| Kristina A. Rasmussen - Trainer: Aleksandar Đorđević |

## Nationaler Pokal
Im Landespokal gewann Meister KÍ Klaksvík mit 1:0 gegen HB Tórshavn und erreichte dadurch das Double..

## Europapokal
2014/15 spielte KÍ Klaksvík als Meister des Vorjahres in der Qualifikationsrunde der UEFA Women’s Champions League. Nach einem 1:2 gegen KS Vllaznia Shkodra (Albanien) folgten ein 0:2 gegen Gintra Universitetas (Litauen) sowie ein 1:3 gegen Apollon Limassol (Zypern). Die Gruppe wurde somit auf dem letzten Platz beendet.